# 만도코로
만도코로(政所, まんどころ)는
1. 친왕(親王), 3위 이상의 구교(公卿)에 설치가 허가되었던 가정기관(家政機関)이다. 헤이안 시대(平安時代)에 설치되었다.
2. 가마쿠라 막부(鎌倉幕府)의 직제의 하나.
3. 무로마치 막부(室町幕府)의 직제의 하나.

## 황족 ・ 구교의 만도코로
친왕, 종3위 이상의 구게(公家)의 가정(家政)을 맡아보았던 기관으로 그 사무관은 게시(家司)이라고 불렀다.
셋쇼(摂政) ・ 간파쿠(関白)의 부인을 기타노만도코로(北政所)로 부르는 것도, 부인이 가정내의 가정을 통괄하고 있었던 데서 유래한 말이다. 이들 부인의 거주지는 저택의 북측에 설치되는 경우가 많았다. 또한 헤이안 시대의 귀족들은 서취혼(婿取婚) 즉 신랑이 신부의 집에 들어가서 사는 데릴사위 형태가 보통이었기 때문에, 그 저택은 부인의 친정에서 부인에게로 상속되는 경우도 있었다.
장원제(荘園制)가 확립되고 만도코로가 혼쇼(本所)의 장원 업무를 맡아보는 기관으로써 기능하게 되었으나, 장원이 쇠퇴하고 구게 가정(家政)이 부진해지게 된 중세 후기에는 실질적인 역할을 하지 못했다.

### 「만도코로 정치」(政所政治) 설
한편 셋칸정치(摂関政治) 시기의 정책결정 과정에 대해서 일시 「만도코로 정치」(政所政治)로 설명하려는 학설이 유행했던 시기가 있었다. 패전 전에 일본의 구로사카 가쓰미(黒板勝美) 등에 의해서 제창된 이 설에서 셋칸정치 시기에는 셋쇼 ・ 간파쿠가 국정의 전반을 장악하고 만도코로에서 발급하는 문서인 구다시부미(下文)나 어교서(御教書)가 천황이 내리는 선지(宣旨)를 대신해 기능하였으며 최고 국정기관인 태정관(太政官)을 대신해 만도코로에서 정무가 이루어져서 조정은 의례만을 행할 뿐이었다는 것이다. 그러나 패전 뒤에 쓰다 나오시게(土田直鎮) 등에 의해서 이 학설은 비판을 받게 되는데, 오늘날에는 인세이(院政) 초기께서는 셋쇼 ・ 간파쿠와 천황 사이에 역학관계의 차이가 있기는 했지만 어쨌든 양자의 '협의'에 의해서 정치적 판단이 이루어졌으며, 셋쇼 ・ 간파쿠가 정무를 전단했던 시기는 존재하지 않았다는 것, 국정에 관한 명령은 셋쇼 정치 전성기에도 선지 ・ 태정관부(太政官符)에 의해 명령 계통이 기능하고 있었고, 만도코로의 구다시부미 및 어교서는 어디까지나 셋쇼 ・ 간파쿠 개인의 사적인 것 내지는 셋칸케 내부의 문제에 대한 것에만 유효한 명령문서였다는 것이 밝혀져서, 이 학설은 성립될 수 없다는 것이다.

## 가마쿠라 막부의 만도코로
만도코로는 가마쿠라 막부에서 통치기구의 하나로 역할하였다. 그 전신은 구몬쇼(公文所)였다. 이것은 막부를 열었던 미나모토노 요리토모(源頼朝)가 앞서 말한 바와 같이 종3위 이상의 구교에게 허락된 만도코로 개설 권리를 획득한 데서 비롯된 것으로, 자신의 통치기구 '막부'가 율령제에 기초한 공적인 성격을 띠고 있다는 의의를 지니고 있다는 의미에서였다. 만도코로는 가마쿠라 막부의 일반 정무 ・ 재정(財政)을 맡아 보았다.
구몬쇼에서 만도코로로 개칭된 시기에 대해서는 1191년 또는 1185년 등 여러 가지 설이 있는데, 1185년은 미나모토노 요리토모가 조정으로부터 3위 이상(종2위)로 서임된 해로 관위 승진에 의해 만도코로 설치의 자격을 얻게 된 시점으로 지목된다. 또한 구몬쇼와 만도코로의 연속성을 부정하고 오에노 히로모토(大江広元)가 기능이 중복되는 부분이 있던 구몬쇼와 만도코로의 벳토(別当)를 겸무한 결과로써 구몬쇼의 기능이 만도코로로 흡수된 것이라는 설(「가마쿠라 시사」鎌倉市史)도 있다.

### 기구
만도코로벳토(政所別当)만도코로의 장관으로 초대 벳토는 오에노 히로모토였으며, 후대에는 싯켄(執権) 또는 렌쇼(連署)가 겸임하였다.
령(令)만도코로의 차관으로 초대 령은 닛카이도 유키마사(二階堂行政)였는데 후에 히로모토와 함께 벳토를 맡게 되었다. 문서를 서판(署判)하는 역할을 맡았다.
만도코로시쓰지(政所執事)만도코로의 상급 관인. 정무에 참여하고 회계를 담당하였다. 만도코로의 령직을 맡았던 닛카이도 집안이 시쓰지를 세습하였다.
시쓰지다이(執事代)만도코로시쓰지의 대리
안슈(案主)만도코로의 하급 관인. 문안을 작성하는 역할.
지케시(知家事)만도코로의 하급 관인. 안슈와 마찬가지로 문안을 작성하는 역할을 맡았다.
요리우도(寄人)만도코로의 잡무를 맡아보던 관인. 당초에는 「만도코로고닌」(政所公人)이라고도 하였다.

## 무로마치 시대의 만도코로
무로마치 시대(室町幕府)의 만도코로는 막부의 재정과 영지에 관한 소송을 맡아보았다. 시쓰지(執事)는 덴주(天授) 5년/고랴쿠(康暦) 원년(1379년)의 이세 사다쓰구(伊勢貞継)의 임명 이후 이세 집안이 대대로 세습하였다. 예외적으로 호토쿠(宝徳) 원년(1449년)에 8대 쇼군(将軍) 아시카가 요시마사(足利義政)가 원복(元服)을 행했을 때 닛카이도 다다유키(二階堂忠行)가 잠시 시쓰지가 되어 조로쿠(長禄) 3년(1459년)까지 재임했고, 아시카가 요시테루(足利義輝) 때에도 미요시 나가요시(三好長慶)과 결탁한 이세 사다타카(伊勢貞孝)를 경질시키고 쇼군의 측근인 셋쓰 하루카도(摂津晴門)를 기용했던 기간이 있었다.

### 기구
만도코로시쓰지(政所執事)만도코로의 장관. 도닌(頭人)이라고도 불린다. 사사키 씨(佐々木氏), 닛카이도 씨(二階堂氏), 교고쿠 씨(京極氏) 등의 집안이 맡았으며, 훗날에는 이세 씨(伊勢氏)가 세습하였다.
만도코로시쓰지다이(政所執事代)만도코로의 차관으로 사이토 씨(斎藤氏), 마쓰다 씨(松田氏)가 번갈아 맡았다.
만도코로다이(政所代)시쓰지의 대리관으로 사무라이도코로(侍所)의 가이코(開闔)에 해당한다. 이세 씨의 가신인 니나가와 씨(蜷川氏) 집안이 세습하였다.
요리우도(寄人)만도코로의 효조(評定)에 참가했던 관인.
고닌(公人)만도코로의 잡무를 맡아보던 관인. 「만도코로게부」(政所下部)라고도 하였다.

### 만도코로시쓰지의 일람
| 취임자                        | 재임기간        |
| ----------------------------- | --------------- |
| 닛카이도 유키쓰나(二階堂行綱) | 1333년          |
| 나가이 히로히데(長井広秀)     | 1334년          |
| 닛카이도 유키토모(二階堂行朝) | 1335년          |
| 닛카이도 유키나오(二階堂行直) | 1340년          |
| 닛카이도 유키쓰나             | 1346년          |
| 아이하라 기요타네(粟飯原清胤) | 1348년          |
| 닛카이도 유키토모             | 1349년          |
| 사사키 도요(佐々木道誉)       | 1349년          |
| 닛카이도 유키미치(二階堂行通) | 1351년          |
| 사사키 도요                   | 1352년          |
| 아이하라 기요타네             | 1353년          |
| 닛카이도 마사모토(二階堂政元) | 1353년          |
| 사사키 도요                   | 1354년          |
| 사사키 씨                     | 1354년          |
| 이세 사다쓰구(伊勢貞継)       | 1379년 - 1391년 |
| 이세 사다유키(伊勢貞行)       | 1393년 - 1410년 |
| 이세 사다쓰네(伊勢貞経)       | 1410년 - 1431년 |
| 이세 사다쿠니(伊勢貞国)       | 1431년 - 1449년 |
| 닛카이도 다다유키(二階堂忠行) | 1449년 - 1459년 |
| 이세 사다치카(伊勢貞親)       | 1460년 - 1466년 |
| 이세 사다무네(伊勢貞宗)       | 1466년 - 1468년 |
| 이세 사다치카                 | 1468년 - 1471년 |
| 이세 사다무네                 | 1471년 - 1490년 |
| 이세 사다타카(伊勢貞陸)       | 1490년 - 1520년 |
| 이세 사다타다(伊勢貞忠)       | 1521년 - 1535년 |
| 이세 사다타카(伊勢貞孝)       | 1535년 - 1562년 |
| 셋쓰 하루카도(摂津晴門)       | 1562년 - 1569년 |
| 이세 사다오키(伊勢貞興)       | 1571년          |

## 참고 문헌
- 日本史資料総覧 ISBN 4487731712
- 国史大辞典編集委員会編『国史大辞典 13 ま - も』P242 - P245、吉川弘文館、1992年。